# شینجی اوریتو
شینجی اوریتو (انگلیسی: Shinji Orito؛ زادهٔ ۳۰ ژوئیهٔ ۱۹۷۳) موسیقی‌دان و کارآفرین اهل ژاپن است، که در سال ۱۹۹۸ شرکت کی را تأسیس کرد.